# Selvagem Ciclo de Estudos
Selvagem – Ciclo de estudos sobre a vida é um projeto que realiza atividades e diálogos entre saberes a partir de perspectivas indígenas, acadêmicas, científicas, tradicionais e de outras espécies. 
Todas as atividades são gratuitas e incluem rodas de conversas, publicação de cadernos, ciclos de leituras e conteúdos audiovisuais (conversas online, vídeos e bate-papos), com enfoque na diversidade de saberes .
O Selvagem também realiza ações de apoio a projetos indígenas de fortalecimento e transmissão de saberes tradicionais, através de uma rede intitulada de Escolas Vivas. As escolas recebem repasses financeiros mensais, com o intuito de apoiar sua manutenção.

## História
Selvagem - Ciclo de estudos sobre a vida foi criado por Anna Dantes, pesquisadora e editora, e Ailton Krenak, escritor, ativista e liderança indígena, com a proposta inicial de realizar um ciclo de estudos presencial  que promovesse conversas e encontros relacionando conhecimentos de diferentes perspectivas.
A primeira edição do ciclo de estudos aconteceu nos dias 13, 14 e 15 de novembro de 2018 no teatro do Jardim Botânico do Rio de Janeiro, e foi mediada por Ailton Krenak, assim como as edições posteriores. Nesse ano, foram abordados temas como as origens da vida, as plantas mestras e o DNA. A edição foi construída a partir de uma diversidade de perspectivas, recebendo nomes relevantes da antropologia, como Els Lagrou e Jeremy Narby , lideranças indígenas, como Moisés Piyãko e Torami-Kehiri (Luiz Luna), e cientistas, como Gustavo Porto de Mello e Alexandre Quinet. 
No ano de 2020, com a pandemia de COVID-19, as atividades presenciais foram suspensas, e o ciclo de estudos concentrou suas ações no ambiente virtual. Foi também nesse ano que se iniciou a Comunidade Selvagem, uma rede de voluntários que colaboram na produção das diferentes frentes de estudo, como a produção de materiais e dos cursos, além de traduções de textos e vídeos para outros idiomas.
Em 2021, o Selvagem iniciou a publicação de uma série audiovisual de 7 filmes curtos, intitulada “Flechas Selvagem”.  A série aproveita imagens já existentes, na internet ou em obras de arte, e as relaciona com uma narrativa, abordando temas ligados à ciência, à arte e aos saberes de povos originários.
Desde 2022, as atividades presenciais do ciclo de estudos foram retomadas. Nesse ano, também se iniciou o apoio do Selvagem aos quatro centros de cultura e saberes indígenas que hoje compõem a rede de Escolas Vivas apoiadas pelo projeto.
Em 2023, o projeto passou a criar e disponibilizar conteúdos voltados à ativação das discussões sobre ciência e saberes originários entre crianças, realizando oficinas e outras atividades.